# Lingua nahuatl classica
La lingua nahuatl classica (nota anche come Azteco, o semplicemente Nahuatl) comprende le varianti della lingua nahuatl parlate nella Valle del Messico, e nel Messico Centrale come lingua franca, durante la conquista spagnola del Messico avvenuta nel XVI secolo. Nei secoli successivi fu largamente sostituita dallo spagnolo ed evolse in alcuni moderni dialetti nahuatl usati tuttora. Nonostante sia classificata come lingua estinta, il nahuatl classico è sopravvissuto attraverso numerose fonti, trascritte da Nahua e spagnoli in alfabeto latino, e nelle lingue nahuatl moderne.

## Classificazione
Il nahuatl classico è una lingua uto-azteca facente parte del Nahuan, o lingua azteca. Appartiene ai dialetti centrali ed è particolarmente legata all'attuale dialetto di nahuatl parlato nella Valle del Messico in tempi coloniali e moderni. È probabile che il nahuatl classico documentato nelle fonti scritte del XVI-XVII secolo rappresenti un particolare socioletto. Ovvero, il tipo di nahuatl presente in queste fonti sarebbe più simile alla versione parlata dalla nobiltà azteca (pipiltin), mentre i comuni cittadini (mācehualtin) ne parlavano un tipo differente.

## Suoni

### Vocali
|        | Anteriore | Posteriore |
| ------ | --------- | ---------- |
| Chiusa | i, iː     | o, oː      |
| Media  | e, eː     | o, oː      |
| Aperta | a, aː     | a, aː      |

### Consonanti
|               | Labiale | Dentale  | Dentale | Palatale | Velare  | Velare | Glottale |
| Centrale      | Labiale | Laterale | plain   | Palatale | Labiale |        | Glottale |
| ------------- | ------- | -------- | ------- | -------- | ------- | ------ | -------- |
| Nasale        | m       | n        |         |          |         |        |          |
| Occlusiva     | p       | t        |         |          | k       | kʷ     | ʔ        |
| Fricativa     |         | s        |         | ʃ        |         |        | ʔ        |
| Affricata     |         | ts       | tɬ      | tʃ       |         |        |          |
| Approssimante |         |          | l       | j        |         | w      |          |

### Prosodia
L'accento generalmente cade sulla penultima sillaba. L'unica eccezione è per il suffisso vocativo -e, usato solo al maschile, in cui l'accento cade sulla sillaba finale, ad esempio Cuāuhtlequetzqui (un nome, che significa "guerriero aquila"), diventa Cuāuhtlequetzqué.

### Fonotattica
A differenza dell'italiano, che permette a tre consonanti di figurare all'inizio di una parola (es: strega), il nahuatl permette una singola consonante all'inizio o alla fine di ogni sillaba, e fino a due consonanti al suo interno. Inoltre vi sono limitazioni riguardo a quali consonanti possano apparire, e dove.

## Scrittura
Al tempo della conquista spagnola, la scrittura azteca utilizzava soprattutto elementi pittografici con l'aggiunta di pochi ideogrammi. Quando era necessario si ricorreva ad equivalenze sillabiche; Diego Durán fece notare come i tlacuilos potessero recitare una preghiera in latino tramite questo sistema che, però, era complicato. Questo genere di scrittura era adeguato per mantenere traccia delle genealogie, delle informazioni astronomiche, e delle liste tributarie, ma non era in grado di rappresentare un intero vocabolario di lingua parlata come invece potevano fare i sistemi di scrittura del Vecchio Mondo, o gli scritti dei Maya.
Gli spagnoli introdussero l'uso della scrittura romana, che fu utilizzata per registrare grandi quantità di prosa e poesia azteca, il che permise di limitare l'incredibile perdita dovuta al rogo di migliaia di scritti aztechi operato dalle autorità spagnole.
Sulla Wikipedia in nahuatl, la lingua viene scritta con una versione modificata dell'alfabeto latino, comprese quattro lettere con macron o vocali lunghe: ā, ē, ī, ō. Molte altre lettere straniere quali "b" o "k" sono usate per riportare i nomi stranieri, come nel caso di "Francia".
L'alfabeto, composto da 25 lettere, è:
Note:
- "cu" e "hu" vengono trasformate in "uc" e "uh" se compaiono al termine di una sillaba.
- Le lettere contrassegnate dall'asterisco (*) non hanno la versione in maiuscolo tranne che per i nomi stranieri.
- L'"h" viene usata come saltillo, cioè il colpo di glottide. Il nome "saltillo" fu dato dai primi studiosi del nahuatl.

## Letteratura
La letteratura nahuatl è molto varia (probabilmente la più ricca di tutte le lingue indigene delle Americhe), e comprende voluminose opere di poesia; il Huei tlamahuiçoltica è un eccellente esempio della più antica letteratura nahuatl.